# Jois
Pour les articles homonymes, voir Jois (homonymie).
Jois est une commune autrichienne du district de Neusiedl am See dans le Burgenland.